# کشته‌شدن حسن صیادخدایی
حسن صیادخدایی (۱۳۵۱ – ۱ خرداد ۱۴۰۱)، نظامی اهل ایران و سرهنگ سپاه پاسداران انقلاب اسلامی بود که در عصر ۱ خرداد ۱۴۰۱ هنگام خروج از خانه‌اش در خیابان مجاهدین اسلام در شرق تهران کشته شد. صیادخدایی در خودرو پراید خود هدف پنج گلوله که دو موتور سوار شلیک کردند قرار گرفت. وی از اعضای نیروهایی موسوم به مدافعان حرم بود که در جنگ داخلی سوریه شرکت می‌کرد. رسانه‌های اسرائیل می‌گویند که موساد او را کشته است. نیویورک تایمز در تاریخ ۲۵ مه ۲۰۲۲ از قول یک منبع اطلاعاتی نوشته اسرائیل به آمریکا اطلاع داده که حسن صیاد خدایی توسط اسرائیل کشته شده و هدف از این عملیات هشدار به جمهوری اسلامی برای توقف عملیات واحد ۸۴۰ نیروی قدس سپاه بوده است.

## زندگی‌نامه
حسن صیادخدایی در سال ۱۳۵۱ در روستای باشماق از توابع دهستان کله‌بوز غربی از توابع بخش مرکزی شهرستان میانه در استان آذربایجان شرقی به دنیا آمد. صیاد خدایی در سال ۱۳۶۶ به عضویت سپاه پاسداران انقلاب اسلامی درآمد. وی بعدها با درجه سرهنگ به عنوان عضوی از مدافعان حرم فعالیت کرد. این عبارت دربارهٔ کسانی گفته می‌شود که به عنوان بخشی از سپاه قدس در سوریه و عراق علیه داعش می‌جنگند و مسئول عملیات فراسرزمینی هستند. از صیاد خدایی به عنوان یکی از مهره‌های تأثیرگذار در صنعت نظامی ایران و یکی از کسانی که فناوری موشک و پهبادهای نقطه زن را به لبنان منتقل کرده است، یاد می‌شود.
اسرائیل مدعی شد که خدایی معاون یک واحد مخفی ادعایی به نام ۸۴۰ در نیروی قدس بوده است که آدم‌ربایی و ترور شخصیت‌های خارج از ایران، عمدتاً علیه اسرائیلی‌ها را انجام می‌دهند. اسرائیل به اعترافات یک کشاورز ایرانی به نام منصور رسولی اشاره کرد که به گفته اسرائیل به طراحی حمله علیه شخصیت‌های آمریکایی و اسرائیلی اعتراف کرده است. رسولی هرگونه دخالت در این عملیات را رد کرد. بعداً گفت که توسط موساد ربوده شده است و به همراه خانواده اش تهدید به قتل شده‌اند و تحت شکنجه مجبور به اعتراف شده است.

## ترور
از سال ۱۳۸۸ دانشمندان و دانشگاهیان ایرانی به روش‌های مختلفی نظیر انفجار، بمب گزاری یا تیراندازی موتورسیکلت سواران کشته یا مورد حمله قرار گرفته‌اند. اسرائیل سابقه ترور دانشمندان هسته ای در داخل ایران را به همین شیوه دارد. در ۷ آذر ۱۳۹۹، دولت اسرائیل با دانش و حمایت دولت آمریکا محسن فخری‌زاده دانشمند ارشد هسته ای ایران را ترور کرد.
حسن صیاد خدایی بعد از ظهر یکم خرداد ۱۴۰۱ هنگام بازگشت به خانه در خیابان مجاهدین اسلام در شرق تهران حوالی ساعت ۱۶ در خودروی پراید خود که یک خودروی غیر زرهی ارزان قیمت بود در بیرون از منزلش مورد اصابت گلوله افراد مسلح موتورسوار قرار گرفت. جسد او در دو روز بعد در قطعه ۵۰ گلزار شهدای بهشت زهرا دفن شد.

### مسئولیت ترور
به گفته گاردین، شیوه ترور احتمال ارتباط با یک سری قتل‌های قبلی در ایران را که به اسرائیل نسبت داده شده است (مانند ترور دانشمندان هسته‌ای ایران) افزایش می‌دهد. خبرگزاری سی‌ان‌ان نیز در خبری به نقل از یک مقام آمریکایی و یک منبع اطلاعاتی دیگر، دست داشت اسرائیل در این ترور را تأیید کرده است. رسانه‌های اسرائیل نیز می‌گویند موساد او را از میان برداشته است.
نیویورک تایمز گزارش داد که اسرائیل به مقامات آمریکایی در مورد نقش خود در ترور یکی از اعضای ارشد سپاه اطلاع داده است. بنا بر گزارش‌ها، اسرائیل مدعی شد که این ترور تلاشی برای هشدار دادن به ایران در مورد ادامه عملیات یک واحد مخفی ادعایی که خدایی در آن عضویت داشته، بوده است. به گزارش وای‌نت، اسرائیل از این افشاگری خشمگین شده است و مقامات اسرائیلی به وای نت گفته‌اند که از همتایان آمریکایی خود پاسخ می‌خواهند زیرا گزارش نیویورک تایمز بدون اشاره به دخالت ایالات متحده، تنها اسرائیل را مسئول این قتل‌ها معرفی کرده است.

### پیامدهای ترور
پس از ترور خدایی، موجی از دستگیری‌ها با اتهام جاسوسی برای اسرائیل در ایران شکل گرفت. کمی بعد، حسین طائب، فرمانده سازمان اطلاعات سپاه نیز از سمت خود برکنار شد. علاوه بر او، چند مقام ارشد اطلاعاتی نیز برکنار شدند. به گزارش برخی رسانه‌ها، مرگ علی اسماعیل‌زاده یکی دیگر از نیروهای سپاه قدس و یکی از همکاران حسن صیادخدایی، چند روز پس از این واقعه، نوعی حذف فیزیکی یا خودکشی یک عامل نفوذی بوده است.

## واکنش‌ها به ترور

### داخلی
- در ۲ خرداد ۱۴۰۱، سید ابراهیم رئیسی، رئیس‌جمهور ایران، وی سرهنگ خدایی را شهید توصیف کرد و کشته‌شدن صیادخدایی را کار استکبار جهانی دانست.[۳]
- رمضان شریف سخنگوی سپاه پاسداران ترور وی را کار سرویس‌های اطلاعاتی اسرائیل عنوان کردند.[۳]
- حسین سلامی، فرمانده کل سپاه پاسداران انقلاب اسلامی، قول انتقام سخت و پاسخ قاطع به اقدامات شوم دشمن داد.[۱۴][۲۵]
- در ۴ خرداد ۱۴۰۱، ایران از جامعه جهانی خواست تا چنین ترورهای «بی رحمانه» را که شهروندان بی گناه سایر کشورها را هدف قرار می‌دهد، محکوم کنند.[۱۵]
- حسین امیرعبداللهیان وزیر خارجه وقت جمهوری اسلامی ایران، از پیگیری این ترور در مجامع قانونی و بین‌المللی خبر داد.[۲۵]

### بین‌المللی
- رسانه‌های اسرائیلی صیاد خدایی و حسن اخلاقی را از برنامه‌ریزان کشتن اسرائیلی‌ها و یهودیان و ضربه زدن به منافع یهودیان نام می‌برند.[۲۶][۲۷]
- پس از افشاگری روزنامه نیویورک تایمز دربارهٔ نقش داشتن اسرائیل در این ترور، روزنامه یدیعوت آحارونوت از افشای این خبر ابراز نارضایتی کرد.[۲۸]
- دفتر سیاسی جنبش انصارالله در پی این ترور در پیامی گفت: «سرویس‌های استکبار جهانی و در رأس آن آمریکا و رژیم موقت صهیونیستی عاملان ترور شهید صیادخدایی هستند.»[۲۸]
- وزارت امور خارجه کوبا این ترور را محکوم کرد و در اطلاعیه‌ای گفت: «اینگونه اقدامات تهدیدی برای صلح و امنیت در منطقه خاورمیانه به‌شمار می‌آید».[۲۸][۲۹]
- جنبش مجاهدین فلسطین نیز این ترور را محکوم کرد.[۲۸]
- استفان دوجاریک سخنگوی سازمان ملل متحد در پاسخ به این سؤال که واکنش سازمان ملل در قبال این قتل چیست، پاسخ داد: «ما همیشه مخالف قتل‌های فرا قضایی بوده‌ایم.»[۳۰]
- پس از تهدیدهای نیروهای ایرانی نسبت به انتقام از این ترور، نیروهای اسرائیل در آماده باش قرار گرفتند.[۳۱][۳۲]
- یوسی کوپرواسر رئیس پیشین بخش تحقیقات و اطلاعات ارتش اسرائیل مدعی شد که «قتل حسن صیاد خدایی را ضربه‌ای سنگین به رژیم اسلامی ایران» بوده است.[۱۱]